# Progreso (Texas)
Pour les articles homonymes, voir Progreso.
Progreso est une ville des États-Unis située dans le comté de Hidalgo au Texas. En 2010, sa population était de 5 507 habitants. 